# Sirp (Zeitung)
Sirp (estnisch für Sichel) ist die einzige estnische Kulturzeitung. Sie ist politisch unabhängig. Der Sitz der Redaktion befindet sich in Tallinn.

## Allgemeine Charakterisierung
Sirp wurde 1940 als Sirp ja Vasar ("Sichel und Hammer") gegründet und war während der kommunistischen Herrschaft in Estland das offizielle sowjetische Kulturorgan der Estnischen Sozialistischen Sowjetrepublik. Trotzdem erfüllte sie eine wichtige Funktion als Kritikorgan, außerdem gab sie vielen im kulturellen Bereich Tätigen Lohn und Brot. Im Zuge der Singenden Revolution und danach änderte die Zeitung mehrmals ihren Namen (siehe unten), ohne jedoch ihre Bedeutung für das kulturelle Leben einzubüßen.
Herausgeber von Sirp ist heute die Stiftung Kulturzeitung (Sihtasutus Kultuurileht). Sirp erscheint jeden Freitag in einer Auflage von 4.900 Exemplaren. Sie erreicht etwa 14.000 Leser. Die Zeitung wird ausschließlich in Schwarzweiß gedruckt. Themenschwerpunkte sind die Rubriken Theater, Kino, Musik, Kunst, Literatur und Gesellschaft.
Chefredakteur der Zeitung ist derzeit Ott Karulin.

## Liste aller Chefredakteure
- 1940–1941 Anton Vaarandi
- 1941, 1944–1946 Debora Vaarandi
- 1946–1947 Oskar Urgart
- 1947–1948 Arnold Tulik
- 1948–1950 Oskar Urgart
- 1950–1953 Lembit Remmelgas
- 1953–1961 Ants Saar
- 1961–1964 Olaf Utt
- 1964–1966 Harald Suislepp
- 1966–1969 Kalju Uibo
- 1969–1976 Erni Lõbu
- 1976–1978 Eduard Tinn
- 1978–1980 Vello Pohla
- 1980–1983 Leo Laks
- 1983–1990 Ilmar Rattus
- 1990–1994 Toomas Kall
- 1994–1997 Tiina Tammer
- 1997–2005 Mihkel Mutt
- 2005–2013 Kaarel Tarand
- Seit 2014 Ott Karulin

## Geschichte des Namens
Als der allzu sozialistische Name nicht mehr gefiel, wurde er im Juli 1989 in Reede ('Freitag', nach ihrem Erscheinungstag) abgewandelt. Im Volksmund wurde die Zeitung aber weiterhin Sirp genannt, wie es auch schon in der sozialistischen Periode der Fall gewesen war. Da sich der neue Name nicht durchsetzte, hieß die Zeitung ab dem 4. Januar 1991 wieder Sirp. Unter der neuen Chefredakteurin Tiina Tammer wurde der Name am 11. Februar 1994 in Kultuurileht ('Kulturblatt') abgeändert, aber auch dieser Name setzte sich nicht durch, so dass die Zeitung ab dem 4. April 1997 wieder Sirp heißt.

## Skandal 2013
Im Herbst 2013 kam es zu einem turbulenten Wechsel in der Redaktion, wobei eine Reihe von Mitarbeiterinnen und Mitarbeitern entlassen wurden. Als neuer Redakteur wurde Kaur Kender eingesetzt, ohne dass vorher eine Ausschreibung stattgefunden hätte. In estnischen Kulturkreisen schlug das Verfahren hohe Wellen, und einen Monat später trat sogar der damalige Kulturminister, Rein Lang, zurück. Nach dem Verzicht von Kaur Kender wurde eine reguläre Wahl mit mehreren Kandidaten durchgeführt, aus der Ott Karulin als Sieger hervorging.